# Mistrzostwa Polski Seniorów w Lekkoatletyce 2010
86. Mistrzostwa Polski Seniorów w Lekkoatletyce – zawody sportowe, które odbyły się na stadionie KS Sprint w Bielsku-Białej między 8 i 10 lipca 2010 roku. Bielsko-Biała po raz drugi gościła najlepszych polskich lekkoatletów – poprzednio mistrzostwa kraju odbyły się tutaj w 2003 roku. Kandydatura Bielska-Białej zwyciężyła z propozycjami Bydgoszczy, Torunia oraz Krakowa. Bezpośrednie relacje z zawodów przeprowadziła TVP Sport.
Początkowo zawody miały zostać rozegrane w dniach 9–11 lipca, jednak postanowiono przesunąć ten termin o jeden dzień z powodu, zaplanowanego na 11 lipca, finału mistrzostw świata w piłce nożnej.
Bielsko-Biała wyłożyła na modernizację stadionu bezpośrednio przed mistrzostwami prawie dwa miliony złotych, za tę sumę m.in.: wybudowano czterotorową bieżnię rozgrzewkową oraz klatkę do rzutu młotem, wyremontowano budynek zaplecza, oraz odnowiono trybuny i ogrodzenie stadionu.
Z powodu kontuzji w zawodach nie wzięła udziału aktualna mistrzyni świata w skoku o tyczce – Anna Rogowska, a także aktualna mistrzyni i rekordzistka świata w rzucie młotem – Anita Włodarczyk. Inna z kobiecych gwiazd polskiej lekkoatletyki – medalistka mistrzostw świata i Europy, Anna Jesień nie ukończyła finałowego biegu na 400 metrów przez płotki z powodu bólu prawej nogi.
W klasyfikacji klubowej zwyciężyła drużyna AZS-AWF Warszawa przed WKS Śląsk Wrocław oraz AZS-AWF Wrocław. W punktacji województw pierwsze miejsce zajęło województwo mazowieckie przed dolnośląskim i pomorskim.
Podczas zawodów w Bielsku-Białej troje zawodników ustanowiło nowe rekordy mistrzostw Polski: Łukasz Michalski (5,80 w skoku o tyczce), Piotr Małachowski (67,48 w rzucie dyskiem) oraz Małgorzata Trybańska (14,27 w trójskoku). Wynik Trybańskiej był także nowym rekordem Polski.
Rekord mistrzostw Polski ustanowił także Marcin Chabowski w biegu na 10 kilometrów, jako że ta konkurencja została rozegrana po raz pierwszy w historii.
Na podstawie m.in. wyników zawodników podczas mistrzostw kraju w Bielsku-Białej zarząd PZLA powołał reprezentację Polski na mistrzostwa Europy 2010.
W listopadzie 2010 Komisja Wyróżnień, Dyscypliny i Zwalczania Dopingu PZLA podjęła decyzję o dyskwalifikacji za doping Kamila Bełza, której okres rozpoczyna się z dniem 8 lipca 2010. Jego rezultaty z mistrzostw kraju (srebro w rzucie dyskiem i 5. lokata w pchnięciu kulą) zostały anulowane, zatem srebrny medal w dysku przypadł Przemysław Czajkowskiemu, a brąz Olgierdowi Stańskiemu (60,94 m).

## Rezultaty
| NR – rekord Polski \| CR – rekord mistrzostw Polski \| NUR – rekord Polski młodzieżowców (do lat 23) |
| NL – najlepszy tegoroczny wynik na polskich listach \| PB – rekord życiowy                           |

### Mężczyźni
| Konkurencja                   | 1. miejsce                                                                              | Rezultat          | 2. miejsce                                                                      | Rezultat    | 3. miejsce                                                                           | Rezultat   |
| Bieg na 100 m                 | Robert Kubaczyk AZS Poznań                                                              | 10,36 SB          | Olaf Paruzel AZS-AWF Katowice Piotr Wiaderek AZS-AWFiS Gdańsk                   | 10,46       |                                                                                      |            |
| Bieg na 200 m                 | Kamil Kryński KS Podlasie Białystok                                                     | 20,96             | Kamil Masztak WKS Grunwald Poznań                                               | 21,36       | Piotr Wiaderek AZS-AWFiS Gdańsk                                                      | 21,37      |
| Bieg na 400 m                 | Marcin Marciniszyn WKS Śląsk Wrocław                                                    | 45,71             | Kacper Kozłowski AZS-UWM Olsztyn                                                | 45,84       | Daniel Dąbrowski WKS Śląsk Wrocław                                                   | 46,15 SB   |
| Bieg na 800 m                 | Adam Kszczot RKS Łódź                                                                   | 1:47,37           | Łukasz Jóźwiak AZS-AWF Wrocław                                                  | 1:47,96 PB  | Mateusz Podawca LKS Omega Kleszczów                                                  | 1:48,23 PB |
| Bieg na 1500 m                | Marcin Lewandowski SL WKS Zawisza Bydgoszcz                                             | 3:40,38 PB        | Mateusz Demczyszak WKS Śląsk Wrocław                                            | 3:40,91     | Bartosz Nowicki WKS Śląsk Wrocław                                                    | 3:41,34    |
| Bieg na 5000 m                | Radosław Kłeczek WKS Śląsk Wrocław                                                      | 14:03,54          | Bartosz Nowicki WKS Śląsk Wrocław                                               | 14:04,41 PB | Artur Kozłowski MULKS MOS Sieradz                                                    | 14:05,73   |
| Bieg na 110 m przez płotki    | Artur Noga KS Warszawianka                                                              | 13,51             | Mariusz Kubaszewski SL WKS Zawisza Bydgoszcz                                    | 13,80       | Dominik Bochenek SL WKS Zawisza Bydgoszcz                                            | 13,98      |
| Bieg na 400 m przez płotki    | Radosław Czyż WKS Wawel Kraków                                                          | 50,80 PB          | Rafał Ostrowski AZS-AWF Katowice                                                | 50,82       | Grzegorz Sobiński MKLA Łęczyca                                                       | 51,38 SB   |
| Bieg na 3000 m z przeszkodami | Tomasz Szymkowiak LUKS Orkan Września                                                   | 8:37,74           | Hubert Pokrop WKS Grunwald Poznań                                               | 8:39,07     | Jakub Wiśniewski LŁKS Prefbet Śniadowo Łomża                                         | 8:45,51    |
| Sztafeta 4 × 100 m            | KS Podlasie Białystok Grzegorz Kossakowski Jacek Roszko Karol Sienkiewicz Kamil Kryński | 40,18             | AZS-AWF Warszawa Jakub Giżyński Jarosław Kulesza Damian Ryński Michał Łukasiak  | 40,58       | AZS-AWF Biała Podlaska Marek Melech Paweł Stempel Grzegorz Roszkowski Marcin Dudek   | 40,60      |
| Sztafeta 4 × 400 m            | WKS Śląsk Wrocław Łukasz Krawczuk Daniel Dąbrowski Piotr Klimczak Marcin Marciniszyn    | 3:07,08           | AZS Łódź Sebastian Porządny Jarosław Wasiak Krzysztof Klonowicz Piotr Kędzia    | 3:08,18     | AZS-AWF Warszawa I Marcin Piotrowski Szymon Ogonowski Michał Makowski Marcin Sobiech |            |
| Skok wzwyż                    | Wojciech Theiner AZS-AWF Katowice                                                       | 2,30 NL PB        | Konrad Owczarek AZS KU Politechniki Opolskiej Opole Sylwester Bednarek RKS Łódź | 2,22        |                                                                                      |            |
| Skok o tyczce                 | Łukasz Michalski SL WKS Zawisza Bydgoszcz                                               | 5,80 NL CR PB NUR | Mateusz Didenkow SKLA Sopot                                                     | 5,50        | Łukasz Jurga AZS-AWFiS Gdańsk                                                        | 5,10 SB    |
| Skok w dal                    | Marcin Starzak AZS-AWF Kraków                                                           | 7,79              | Krzysztof Uwijała MKS Sambor Tczew                                              | 7,60        | Krzysztof Tomasiak AZS-AWF Katowice                                                  | 7,58       |
| Trójskok                      | Adrian Świderski WKS Śląsk Wrocław                                                      | 16,69 PB          | Michał Lewandowski SL WKS Zawisza Bydgoszcz                                     | 16,21 PB    | Krzysztof Uwijała MKS Sambor Tczew                                                   | 15,82 PB   |
| Pchnięcie kulą                | Tomasz Majewski AZS-AWF Warszawa                                                        | 21,25 NL          | Jakub Giża LKS Stal Mielec                                                      | 19,39       | Dominik Zieliński WKS Flota Gdynia                                                   | 19,25 SB   |
| Rzut dyskiem                  | Piotr Małachowski WKS Śląsk Wrocław                                                     | 67,48 CR          | Przemysław Czajkowski AZS-AWF Biała Podlaska                                    | 61,53       | Olgierd Stański AZS-UMCS Lublin                                                      | 60,94 SB   |
| Rzut młotem                   | Wojciech Kondratowicz RKS SKRA Warszawa                                                 | 78,18 NL SB       | Szymon Ziółkowski AZS Poznań                                                    | 77,51       | Paweł Fajdek KS Agros Zamość                                                         | 73,85      |
| Rzut oszczepem                | Igor Janik AZS-AWFiS Gdańsk                                                             | 78,59             | Paweł Roziński SKLA Słupsk                                                      | 77,40       | Robert Szpak SL WKS Zawisza Bydgoszcz                                                | 75,18      |

### Kobiety
| Konkurencja                   | 1. miejsce                                                                                             | Rezultat          | 2. miejsce                                                                             | Rezultat    | 3. miejsce                                                                                 | Rezultat    |
| Bieg na 100 m                 | Weronika Wedler AZS-AWF Wrocław                                                                        | 11,42             | Ewelina Ptak WKS Śląsk Wrocław                                                         | 11,45 PB    | Marika Popowicz SL WKS Zawisza Bydgoszcz                                                   | 11,49       |
| Bieg na 200 m                 | Weronika Wedler AZS-AWF Wrocław                                                                        | 23,36             | Ewelina Ptak WKS Śląsk Wrocław                                                         | 23,51       | Anna Kiełbasińska AZS-AWF Warszawa                                                         | 23,56       |
| Bieg na 400 m                 | Agata Bednarek AZS Łódź                                                                                | 53,12 PB          | Izabela Kostruba-Rój KS Agros Zamość                                                   | 53,23       | Aneta Jakóbczak AZS Poznań                                                                 | 53,77       |
| Bieg na 800 m                 | Renata Pliś MKL Maraton Świnoujście                                                                    | 2:01,92           | Angelika Cichocka ULKS Talex Borzytuchom                                               | 2:03,04     | Justyna Zembrzuska AZS-AWF Warszawa                                                        | 2:03,57 PB  |
| Bieg na 1500 m                | Sylwia Ejdys WKS Śląsk Wrocław                                                                         | 4:13,13           | Renata Pliś MKL Maraton Świnoujście                                                    | 4:13,84     | Lidia Chojecka KS Warszawianka                                                             | 4:15,54 SB  |
| Bieg na 5000 m                | Wioletta Frankiewicz AZS-AWF Kraków                                                                    | 15:46,95          | Anna Jakubczak KS Agros Zamość                                                         | 16:13,64 PB | Agnieszka Ciołek AZS-AWF Wrocław                                                           | 16:22,19    |
| Bieg na 100 m przez płotki    | Joanna Kocielnik KS Orzeł Warszawa                                                                     | 13,51             | Karolina Tymińska ZLKL Zielona Góra                                                    | 13,79       | Marta Chrust-Rożej AZS-AWF Wrocław                                                         | 13,82       |
| Bieg na 400 m przez płotki    | Marzena Kościelniak TS Olimpia Poznań                                                                  | 56,56             | Tina Polak AZS-AWF Katowice                                                            | 57,13       | Monika Kopycka BKS Bydgoszcz                                                               | 59,87       |
| Bieg na 3000 m z przeszkodami | Katarzyna Kowalska LKS VECTRA-DGS Włocławek                                                            | 10:03,71          | Agnieszka Pietsch-Fulbiszewska AZS-AWF Wrocław                                         | 10:10,28    | Anna Wojna ULKS Lipinki                                                                    | 10:13,37 PB |
| Sztafeta 4 × 100 m            | AZS-AWF Wrocław Martyna Świerczyk Milena Pędziwiatr Weronika Wedler Ewa Zarębska                       | 45,78             | AZS Poznań Aneta Jakóbczak Iwona Dorobisz Monika Wieczorkiewicz Dorota Jędrusińska     | 45,81       | AZS-AWFiS Gdańsk Katarzyna Wesołowska Paulina Klawiter Daria Grzegorzewska Karolina Fiszer | 46,49       |
| Sztafeta 4 × 400 m            | AZS-AWF Warszawa I Danuta Młynarczyk Ewelina Sętowska-Dryk Grażyna Prokopek-Janáček Justyna Zembrzuska | 3:40,31           | AZS-AWF Wrocław Martyna Świerczyk Joanna Trawińska Milena Pędziwiatr Joanna Linkiewicz | 3:44,05     | AZS-AWF Katowice Magdalena Cisek Jolanta Handzlik Joanna Kuś Tina Polak                    | 3:47,04     |
| Skok wzwyż                    | Karolina Gronau MKS Start Lublin                                                                       | 1,88 SB           | Magdalena Drop UKS Trójka Sandomierz Urszula Domel AZS-AWF Wrocław                     | 1,82        |                                                                                            |             |
| Skok o tyczce                 | Monika Pyrek MKL Szczecin                                                                              | 4,20              | Agnieszka Wrona KKL Kielce Joanna Piwowarska AZS-AWF Warszawa                          | 4,10        |                                                                                            |             |
| Skok w dal                    | Anna Jagaciak MKS Juvenia Puszczykowo                                                                  | 6,67 PB =NUR      | Małgorzata Trybańska KS Warszawianka                                                   | 6,53        | Małgorzata Reszka SL WKS Zawisza Bydgoszcz                                                 | 6,48 PB     |
| Trójskok                      | Małgorzata Trybańska KS Warszawianka                                                                   | 14,27 NR CR NL PB | Anna Jagaciak MKS Juvenia Puszczykowo                                                  | 14,16w      | Katarzyna Płonka AZS-AWF Kraków                                                            | 13,43w      |
| Pchnięcie kulą                | Agnieszka Bronisz MKS-MOS Płomień Sosnowiec                                                            | 16,55             | Paulina Guba OKS Start Otwock                                                          | 15,19       | Agnieszka Maluśkiewicz AZS Poznań                                                          | 15,06       |
| Rzut dyskiem                  | Joanna Wiśniewska LKS Polkowice                                                                        | 60,48             | Żaneta Glanc AZS Poznań                                                                | 59,99       | Wioletta Potępa WKS Śląsk Wrocław                                                          | 59,40       |
| Rzut młotem                   | Małgorzata Zadura AZS-AWF Warszawa                                                                     | 66,97             | Katarzyna Kita KS Agros Zamość                                                         | 64,62       | Joanna Fiodorow LŁKS Prefbet Śniadowo Łomża                                                | 63,67       |
| Rzut oszczepem                | Magdalena Czenska AZS-AWF Warszawa                                                                     | 53,95             | Danuta Plewnia AZS Politechniki Opolskiej Opole                                        | 51,17       | Marta Kąkol GKS Luzino                                                                     | 48,57       |

## Biegi przełajowe
Rywalizacja w biegach przełajowych odbyła się 14 marca w Bydgoszczy. Zawodnicy rywalizowali w Leśnym Parku Kultury i Wypoczynku na trasie, którą 28 marca pokonywali uczestnicy przełajowych mistrzostw świata.

### Mężczyźni
| Konkurencja             | 1. miejsce                           | Rezultat | 2. miejsce                                | Rezultat | 3. miejsce                                     | Rezultat |
| Bieg przełajowy (4 km)  | Mateusz Demczyszak WKS Śląsk Wrocław | 12:37    | Artur Olejarz ZLKL Zielona Góra           | 12:39    | Michał Breszka UKS Ekonomik-Maratończyk Lębork | 12:41    |
| Bieg przełajowy (12 km) | Marcin Chabowski WKS Flota Gdynia    | 38:42    | Arkadiusz Gardzielewski WKS Śląsk Wrocław | 38:55    | Kamil Poczwardowski KB Sporting Międzyzdroje   | 39:14    |

### Kobiety
| Konkurencja            | 1. miejsce                              | Rezultat | 2. miejsce                            | Rezultat | 3. miejsce                             | Rezultat |
| Bieg przełajowy (4 km) | Wioletta Frankiewicz AZS-AWF Kraków     | 14:25    | Katarzyna Broniatowska AZS-AWF Kraków | 14:41    | Anna Wojtulewicz KS Podlasie Białystok | 14:56    |
| Bieg przełajowy (8 km) | Katarzyna Kowalska LKS Vectra Włocławek | 28:59    | Justyna Bąk KS Piętka Katowice        | 29:16    | Agnieszka Jerzyk KS 64-sto Leszno      | 30:11    |

## Chód na 50 km
Chód na 50 kilometrów mężczyzn został rozegrany 27 marca w słowackich Dudincach w ramach zawodów z cyklu IAAF Walking Challenge. W zawodach triumfował Rafał Augustyn przed Arturem Brzozowskim (3:50:07), który jednak nie był klasyfikowany w mistrzostwach kraju ponieważ w dniu rozegrania chodu był w trakcie zmiany barw klubowych (ze Znicza Biłgoraj do Sparty Biłgoraj). Trzeci linie mety minął, prowadzący do ostatnich metrów Irlandczyk Robert Heffernan, a czwarty – Łukasz Nowak, któremu to przypadł srebrny medal mistrzostw Polski. Pozostali startujący Polacy nie ukończyli zawodów, więc nie przyznano brązowego medalu mistrzostw kraju.
| Konkurencja   | 1. miejsce                      | Rezultat | 2. miejsce              | Rezultat |
| Chód na 50 km | Rafał Augustyn OTG Sokół Mielec | 3:49:54  | Łukasz Nowak AZS Poznań | 3:50:30  |

## Bieg na 10 000 m
Rywalizacja w biegu na 10 000 metrów odbyła się 2 maja w Sosnowcu, razem z zawodami Lekkoatletycznego Pucharu Polski. W biegu mężczyzn zwyciężył Włoch Cosimo Caliandro (28:40,94).
| Konkurencja | 1. miejsce                            | Rezultat | 2. miejsce                               | Rezultat | 3. miejsce                          | Rezultat |
| Mężczyźni   | Tomasz Szymkowiak LUKS Orkan Września | 28:41,90 | Arkadiusz Gardzielewski KS Śląsk Wrocław | 28:46,07 | Michał Smalec KS Podlasie Białystok | 28:51,29 |
| Kobiety     | Agnieszka Ciołek AZS-AWF Wrocław      | 33:41,00 | Aleksandra Jakubczak KS Agros Zamość     | 34:24,41 | Agnieszka Jerzyk KS 64-sto Leszno   | 34:25,10 |

## Wieloboje
Rywalizacja w wielobojach odbyła się w dniach 5 i 6 czerwca w Opolu. Zawody były zarazem eliminacją do reprezentacji Polski na puchar Europy w wielobojach. Obok rywalizacji seniorów, jednocześnie rozgrywano mistrzostwa Polski juniorów w wielobojach, w których złote medale zdobyli: osiemnastoletni Dennis Bauwens (6839 pkt) oraz Agnieszka Borowska (5234 pkt).
| Konkurencja                               | 1. miejsce                       | Rezultat | 2. miejsce                      | Rezultat | 3. miejsce                                       | Rezultat |
| Mężczyźni – Dziesięciobój lekkoatletyczny | Jacek Nabożny AZS-AWF Wrocław    | 7696 pkt | Dawid Pyra AZS-AWF Wrocław      | 7671 pkt | Krzysztof Plaskota AZS KU Politechniki Opolskiej | 7535 pkt |
| Kobiety – Siedmiobój lekkoatletyczny      | Izabela Mikołajczyk WLKS Wrocław | 5305 pkt | Karolina Kędzia AZS-AWF Wrocław | 5267 pkt | Zofia Blicharska AZS-AWF Warszawa                | 5192 pkt |

## Chód na 20 km
Chód na 20 kilometrów odbył się 12 czerwca w Nowej Dębie.
| Konkurencja | 1. miejsce                         | Rezultat | 2. miejsce                      | Rezultat | 3. miejsce                           | Rezultat |
| Mężczyźni   | Rafał Fedaczyński AZS-AWF Katowice | 1:24:57  | Rafał Augustyn OTG Sokół Mielec | 1:25:10  | Grzegorz Sudoł AZS-AWF Kraków        | 1:25:49  |
| Kobiety     | Agnieszka Dygacz AZS-AWF Katowice  | 1:36:35  | Paulina Buziak OTG Sokół Mielec | 1:38:28  | Katarzyna Kwoka CWKS Resovia Rzeszów | 1:39:32  |

## Bieg na 10 km
Bieg uliczny na 10 kilometrów mężczyzn odbył się 7 sierpnia w Gdańsku. Po raz pierwszy w historii bieg uliczny na tym dystansie miał rangę mistrzostw Polski. Trzecie miejsce w biegu zajął Kenijczyk Cosmas Kyeva (29:48), a czwarte Białorusin Ihar Tsetrerukov (29:50).
| Konkurencja | 1. miejsce                        | Rezultat | 2. miejsce                                | Rezultat | 3. miejsce                    | Rezultat |
| Mężczyźni   | Marcin Chabowski WKS Flota Gdynia | 29:13    | Arkadiusz Gardzielewski WKS Śląsk Wrocław | 29:27    | Artur Kozłowski MULKS Sieradz | 29:51    |

## Półmaraton
Półmaraton (XX Międzynarodowy Półmaraton Philipsa) odbył się 5 września w Pile. W biegu wzięło udział ponad 1500 zawodników i 200 zawodniczek z dziewięciu krajów z czterech kontynentów. Wśród mężczyzn w biegu zwyciężył Kenijczyk Cosmas Kyeva (1:03:31), zaś wśród kobiet trzecie miejsce zajęła Japonka Yūko Watanabe (1:14:54).
| Konkurencja | 1. miejsce                           | Rezultat | 2. miejsce                       | Rezultat | 3. miejsce                              | Rezultat |
| Mężczyźni   | Michał Kaczmarek WKS Grunwald Poznań | 1:04:14  | Błażej Brzeziński MUKS Bydgoszcz | 1:05:06  | Artur Kozłowski MULKS MOS Sieradz       | 1:05:26  |
| Kobiety     | Agnieszka Gortel TS AKS Chorzów      | 1:12:52  | Agnieszka Ciołek AZS-AWF Wrocław | 1:14:35  | Patrycja Włodarczyk JKLA Jawor Jaworzno | 1:15:58  |

## Bieg 24-godzinny
Bieg dwudziestoczterogodzinny został rozegrany 11 i 12 września w Katowicach w Dolinie Trzech Stawów. Zwyciężczyni biegu kobiet – Aleksandra Niwińska ustanowiła wynikiem 217 km 153 m rekord Polski w tej konkurencji, poprawiając wynik Barbary Szlachetki. W biegu mężczyzn trzecie i czwarte miejsce zajęli zawodnicy nieklasyfikowani w mistrzostwach Polski: Robert Derda (TT Szczecin, 220 km 681 m) i Tomasz Kuliński (Doliniarze.com, 220 km 531 m).
| Konkurencja | 1. miejsce                           | Rezultat     | 2. miejsce                        | Rezultat    | 3. miejsce                        | Rezultat    |
| Mężczyźni   | Adam Jagieła TL Pogoń Ruda Śląska    | 241 km 511 m | Marek Gulbierz Juvenia Białystok  | 239 km 11 m | Jarema Dubiecki KB Arturówek Łódź | 206 km 87 m |
| Kobiety     | Aleksandra Niwińska AZS AWF Katowice | 217 km 153 m | Agnieszka Mizera AZS AWF Katowice | 185 km      | Barbara Muzyka KB Arturówek Łódź  | 175 km      |

## Bieg na 100 km
Bieg na 100 kilometrów odbył się 23 października na trasie Kalisz – Blizanów. Dystans ukończyło 80 zawodników. Bieg mężczyzn miał rangę mistrzostw kraju już po raz dziewiąty, natomiast kobietom rozdano medale pierwszy raz w historii (spełniony został warunek startu minimum trzech uprawnionych zawodniczek).
| Konkurencja | 1. miejsce                           | Rezultat | 2. miejsce                        | Rezultat | 3. miejsce                                 | Rezultat |
| Mężczyźni   | Krzysztof Holik ZKS Unia Tarnów      | 7:53:36  | Adam Thiel KS Team Run Gdańsk     | 8:08:07  | Rafał Wroniszewski MKS Tomaszów Mazowiecki | 8:10:06  |
| Kobiety     | Aleksandra Niwińska AZS-AWF Katowice | 9:42:23  | Agnieszka Mizera AZS-AWF Katowice | 11:15:16 | Barbara Muzyka KB Arturówek Łódź           | 11:54:20 |

## Maraton
Rywalizacja maratończyków miała odbyć się 11 kwietnia w Dębnie. Zawody zostały odwołane dzień wcześniej w związku z wprowadzeniem w Polsce żałoby narodowej po katastrofie polskiego samolotu Tu-154M w Smoleńsku. Jako datę rozegrania maratonu w Dębnie ustalono 24 października. Dębno po raz trzydziesty organizowało mistrzostwa Polski w maratonie (w tym dwudziesty raz w kategorii kobiet). Trasa składała się z trzech około 14-kilometrowych pętli na trasie Dębno – Dargomyśl – Cychry. Maraton odbywał się w trudnych warunkach atmosferycznych (niska temperatura, mokra trasa, silny wiatr). Przez prawie dwa okrążenia prowadził Ukrainiec Witalij Szafar, jednak nie wytrzymał narzuconego przez siebie tempa i na 32. kilometrze zszedł z trasy. Ostatecznie bieg mężczyzn wygrał Kenijczyk Joel Kosgei Komen (2:15:00), wśród kobiet trzecia była Białorusinka Maria Butakowa (2:46:55), a czwarta Mołdawianka Valentina Delion (2:47:30). Kenijczyk jako zwycięzca maratonu otrzymał 15 000 złotych, a najszybsza wśród kobiet (19. wśród wszystkich biegaczy) – kończąca karierę Dorota Gruca 10 000 złotych. Do zawodów zgłosiło się 1392 biegaczy, na starcie stanęło 1021 spośród nich, zaś bieg ukończyło 975 zawodników (w tym 71 kobiet).
| Konkurencja | 1. miejsce                         | Rezultat | 2. miejsce                                | Rezultat | 3. miejsce                          | Rezultat |
| Mężczyźni   | Radosław Dudycz KS Team Run Gdańsk | 2:16:15  | Radosław Kłeczek WKS Śląsk Wrocław        | 2:16:57  | Emil Dobrowolski KS Warszawianka    | 2:20:43  |
| Kobiety     | Dorota Gruca KS Agros Zamość       | 2:39:19  | Ewa Brych-Pająk CKS Budowlani Częstochowa | 2:45:15  | Arleta Meloch GKS Olimpia Grudziądz | 2:48:48  |